# Gouvernement Markezínis
Le gouvernement dirigé par Spíros Markezínis est le gouvernement de la Grèce du 8 octobre 1973 au 25 novembre 1973.
Il a succédé à un gouvernement Papadópoulos lié à la dictature des colonels. Il fut de la part de ceux-ci une tentative de « libéralisation » du régime pour préparer les élections législatives le 10 février 1974. Les événements de l'École Polytechnique d'Athènes et le coup d'État du général Ioannídis changèrent ces objectifs. Il fut suivi du gouvernement Androutsópoulos dirigé par Adamántios Androutsópoulos.